# Приказен театър
Приказен театър е български частен пътуващ театър. Основан е от Стефан Пенчев в Русе през 1925 г.
Подготвя се драматичната приказка „Принцеса Турандот“ от К. Гоци, режисьор е Стефан Пенчев. Трупата предприема обиколка из страната. Прекратява дейността си през 1926 г., в края на сезона.
Актьорският състав включва Т. Обрешков, Д. Коцев, Иван Русев, П. Обрешкова, В. Росенски.